# Upeneus davidaromi
 Upeneus davidaromi és una espècie de peix de la família dels múl·lids i de l'ordre dels perciformes.

## Morfologia
Els mascles poden assolir els 19,4 cm de longitud total.

## Distribució geogràfica
Es troba al Mar Roig.